# Francesco De Masi
Pour les articles homonymes, voir Masi.
Francesco De Masi est un compositeur de musiques de films et chef d'orchestre italien, né le 11 janvier 1930 à Rome et mort le 6 novembre 2005  dans la même ville des suites d'un cancer.

## Biographie
Francesco De Masi étudie la composition avec Achille Longo au Conservatoire S. Pietro a Majella de Naples, et l'orchestration avec Paul van Kempen et Franco Ferrara à l'Académie Chigiana de Sienne ; ainsi que le cor avec Domenico Ceccarossi (it) et joue avec l'orchestre A. Scarlatti de Naples et le Rome Symphonic Orchestra de la RAI. En 1955 il commence à composer pour le cinéma, et sa carrière le mène à aborder tous les genres : films historiques, films policiers, westerns spaghetti, documentaires.
En 1968 il remporte un prix de jeunes chef d'orchestre sponsorisé par la RAI, et dès lors commence à diriger des concerts en Italie et à l'étranger. À partir de 1974 il tient un poste de répétition d'orchestre au Conservatoire S. Pietro a Majella de Naples, puis en 1983 de direction d'orchestre. À partir de 1989 il enseigne au Conservatoire Sainte Cécile de Rome.
Il a enregistré de nombreux disques d'œuvres de Luigi Boccherini, Mozart, Tchaïkovski, Honegger, Chausson, Beethoven, Carl Nielsen, V. Caracciolo…
Il est parfois crédité dans les génériques sous le nom de : Francesco DeMasi, Francisco De Masi, Frank De Masi, Francis D. Masion et Frank Mason.

## Filmographie

### Cinéma
- 1959 : Dagli Appennini alle Ande
- 1960 : Giovedi: passeggiata
- 1960 : Rapina al quartiere Ovest
- 1961 : Soliman le Magnifique (Solimano il conquistatore)
- 1961 : Mina... fuori la guardia (it)
- 1961 : Fra' Manisco cerca guai
- 1962 : Totò contre Maciste
- 1962 : Le Cheik rouge (Sceicco rosso, Lo)
- 1962 : Pesci d'oro e bikini d'argento
- 1962 : L'Ombre de Zorro (L'ombra di Zorro) de Joaquín Luis Romero Marchent
- 1962 : Orgies romaines (Maciste, il gladiatore più forte del mondo)
- 1962 : Le Retour du fils du cheik (Il figlio dello sceicco) de Mario Costa
- 1962 : Canzoni a tempo di twist
- 1962 : Sfida nella città dell'oro
- 1962 : Der Teppich des Grauens
- 1962 : Ipnosi
- 1963 : Par le fer et par le feu (Col ferro e col fuoco)
- 1963 : La Griffe du coyote (Il segno del coyote)
- 1963 : Tempête sur Ceylan (Das todesauge von Ceylon)
- 1963 : L'Aigle de Florence (Il magnifico avventuriero)
- 1963 : Le Sabre de la vengeance (I Diavoli di Spartivento)
- 1963 : Le Retour des titans (Maciste, l'eroe più grande del mondo)
- 1964 : Le Triomphe d'Hercule (Il trionfo di Ercole)
- 1964 : Les Terreurs de l'Ouest (I magnifici brutos del West)
- 1964 : Maciste dans les mines du roi Salomon (Maciste nelle miniere di re Salomone)
- 1964 : L'Uomo della valle maledetta
- 1964 : Hélène, reine de Troie (Leone di Tebe)
- 1964 : Hercule l'invincible (Ercole l'invincibile)
- 1964 : Les Gladiateurs les plus forts du monde (Gli schiavi più forti del mondo)
- 1964 : I Due violenti
- 1964 : Ti-Koyo et son requin (Tiko and the Shark)
- 1964 : Les Chercheurs d'or de l'Arkansas (Die Goldsucher von Arkansas)
- 1965 : Les Sept Gladiateurs rebelles (Sette contro tutti)
- 1965 : L'Homme du Bengale (La montagna di luce)
- 1965 : Violence en Oklahoma (Il ranch degli spietati) de Jaime Jesús Balcázar et Roberto Bianchi Montero
- 1965 : Le Dernier des Mohicans (Der Letzte Mohikaner)
- 1965 : Serenade für zwei Spione
- 1965 : La Vengeance de Spartacus (La vendetta di Spartacus) de Michele Lupo
- 1965 : L'aventure vient de Manille (Die letzten Drei der Albatros)
- 1965 : Agent Z-55, mission désespérée (Agente Z 55 missione disperata)
- 1965 : Un cercueil pour le shérif (Una Bara per lo sceriffo) de Mario Caiano
- 1966 : Eroe vagabondo
- 1966 : Un ange pour Satan (Un Angelo per Satana) de Camillo Mastrocinque
- 1966 : FBI - opération vipère jaune (Im Nest der gelben Viper - Das FBI schlägt zu)
- 1966 : Ombres sur le Liban (Le spie uccidono in silenzio)
- 1966 : Le Froid Baiser de la mort (Il terzo occhio)
- 1966 : Mission Apocalypse (Missione apocalisse)
- 1966 : Arizona Colt
- 1967 : Je vais, je tire et je reviens (Vado… l'ammazzo e torno)
- 1967 : Deux Croix pour un implacable ( Dos cruces en Danger Pass)
- 1967 : Qui êtes-vous inspecteur Chandler ? (Troppo per vivere… poco per morire)
- 1967 : L'Homme qui venait pour tuer (Un hombre viño a matar)
- 1967 : Les Trois fantastiques supermen (I fantastici tre supermen)
- 1967 : Commissaire X, halte au L.D.S. (Kommissar X - Drei grüne Hunde)
- 1967 : Come rubare un quintale di diamanti in Russia
- 1967 : Coup de maître (Colpo maestro al servizio di Sua Maestà britannica)
- 1967 : La Vengeance de Ringo (Los cuatro salvajes) de Mario Caiano
- 1967 : Les Nuits de l'épouvante (La lama nel corpo)
- 1967 : Sept Winchester pour un massacre (Sette winchester per un massacro)
- 1967 : Le Magnifique Texan (Il magnifico texano) de Luigi Capuano
- 1968 : El Sancho, c'est le temps de mourir (Sangue chiama sangue) de Luigi Capuano
- 1968 : Quinze Potences pour un salopard (Quindici forche per un assassino) de Nunzio Malasomma
- 1968 : Les colts brillent au soleil (Quanto costa morire)
- 1968 : Le Moment de tuer (Il momento di uccidere)
- 1968 : La Loi des colts (…e venne il tempo di uccidere)
- 1968 : Adiós hombre (Sette pistole per un massacro) de Mario Caiano
- 1968 : L'Homme qui venait pour tuer (Un hombre vino a matar)
- 1968 : Django porte sa croix (Quella sporca storia nel west)
- 1968 : Ringo le vengeur (Dos hombres van a morir) de Rafael Romero Marchent
- 1968 : Tuez-les tous... et revenez seul ! (Ammazzali tutti e torna solo)
- 1969 : Una Storia d'amore
- 1969 : Sonora
- 1969 : Commissaire X et les trois serpents d'or (Kommissar X - Drei goldene Schlangen)
- 1969 : Lesbos, l'amour au soleil (Lesbo)
- 1969 : Sur ordre du Führer (La battaglia d'Inghilterra) d'Enzo G. Castellari
- 1969 : Les Mille et une nuits d'Istamboul (Colpo grosso a Porto Said)
- 1970 : Ostia de Sergio Citti
- 1970 : Le Défi des MacKenna (La sfida dei MacKenna) de León Klimovsky
- 1970 : Per un pugno nell'occhio
- 1970 : Django arrive, préparez vos cercueils (C'è Sartana… vendi la pistola e comprati la bara)
- 1970 : Le Week-end des assassins (Concerto per pistola solista)
- 1971 : Zorango et les comancheros (El Zorro, caballero de la justicia)
- 1971 : Quel maledetto giorno della resa dei conti
- 1971 : Kommissar X jagt die roten Tiger
- 1971 : Le Manipulateur (African Story) de Marino Girolami
- 1972 : Le Nouveau Boss de la mafia (I familiari delle vittime non saranno avvertiti)
- 1972 : Les espions meurent à l'aube (The Big Game)
- 1972 : La casa de las palomas
- 1972 : Vendredi sanguinaire (Blutiger Freitag)
- 1972 : La Rebelión de los bucaneros
- 1972 : La Proie des nonnes (L'arma, l'ora, il movente) de Francesco Mazzei
- 1973 : Histoires scélérates (Storie scellerate)
- 1973 : Les Orgies macabres (La orgía de los muertos)
- 1974 : Il testimone deve tacere
- 1974 : La Révolte des gladiatrices (The Arena)
- 1974 : Il racconto della giungla
- 1974 : Ettore lo fusto
- 1976 : Cassiodoro il più duro del pretorio
- 1976 : Vices privés, vertus publiques (Vizi privati, pubbliche virtù)
- 1977 : Assaut sur la ville (Napoli spara)
- 1977 : Fräulein SS (La svastica nel ventre)
- 1977 : Kid Vengeance
- 1978 : Une poignée de salopards (Quel maledetto treno blindato)
- 1979 : La Carica delle patate
- 1982 : L'Éventreur de New York (Squartatore di New York, Lo)
- 1982 : Les Aventuriers de l'or perdu (Horror Safari)
- 1983 : Thor le guerrier (Thor il conquistatore)
- 1983 : Œil pour œil (Lone Wolf McQuade)
- 1983 : Les Guerriers du Bronx 2 (Fuga dal Bronx)
- 1983 : Rush
- 1983 : Tonnerre (Thunder)
- 1984 : Impatto mortale
- 1985 : Cobra Mission
- 1985 : Cane arrabbiato
- 1985 : 7, Hyden Park: la casa maledetta
- 1986 : Afghanistan Connection (I giorni dell'inferno)
- 1988 : Thunder III
- 1989 : Mortacci
- 1991 : Fuga da Kayenta
- 2002 : Fratella e sorello
- 2005 : Strange Stories from the West (vidéo)
- 2007 : Quelli del Maledetto Treno Blindato - Making of 'Inglorious Bastards' (vidéo)

### Télévision
- 1977 : Nel silenzio della notte
- 1985 : Sogni e bisogni (feuilleton télévisé)
- 1986 : Follia amore mio